# 야마우치 고다이
야마우치 고다이(일본어: 山内 康太, 1999년 11월 5일~)는 일본의 축구 선수이다.

## 구단 경력
그는 2022년 J2리그의 방포레 고후에 입단했다. 2025년 J3리그의 가고시마 유나이티드 FC로 이적했다.